# Komatsushima
Komatsushima (小松島市 -shi) é uma cidade japonesa localizada na província de Tokushima.
Em 2003 a cidade tinha uma população estimada em 42 702 habitantes e uma densidade populacional de 951,26 h/km². Tem uma área total de 44,89 km².
Recebeu o estatuto de cidade a 1 de Junho de 1951.